# Єнс Лурос Офтебру
Єнс Лурос Офтебру (норв. Jens Lurås Oftebro) — норвезький лижний двоборець, олімпійський чемпіон та медаліст, триразовий чемпіон світу та призер світових першостей. 
Золоту медаль чемпіона світу Офтебру виборов у складі норвезької команди у дисципліні, що включала стрибки з нормального трампліна та естафету 4х10 км, на світовій першості 2021 року, що проходила в німецькому Оберстдорфі. На тому ж чемпіонаті світу він здобув бронзову особисту медаль на нормальному трампліні +  10 км гонка.